# Anosia alcippoides
Anosia alcippoides är en fjärilsart som beskrevs av Moore 1883. Anosia alcippoides ingår i släktet Anosia och familjen praktfjärilar. Inga underarter finns listade i Catalogue of Life.